# Уго Лепе
Уго Маріо Лепе Гахардо (ісп. Hugo Mario Lepe Gajardo, 8 квітня 1934 — 4 липня 1991) — чилійський футболіст, що грав на позиції захисника. Відомий за виступами в низці чилійських клубів, зокрема «Коло-Коло», «Універсідад де Чилі» та «Сантьяго Морнінг», а також у складі національної збірної Чилі. Дворазовий чемпіон Чилі.

## Клубна кар'єра
Уго Лепе розпочав виступи в дорослому футболі в 1958 році в команді «Універсідад де Чилі», в якій грав до кінця сезону 1959 року, в 1959 році в складі команди став чемпіоном країни. Протягом 1960—1962 років захищав кольори клубу «Сантьяго Морнінг». 1963 року перейшов до клубу «Коло-Коло», за який відіграв 4 сезони, в 1963 році став у складі команди чемпіоном країни. Завершив професійну кар'єру футболіста в складі «Коло-Коло» у 1967 році.

## Виступи за збірну
1961 року дебютував в офіційних матчах у складі національної збірної Чилі, зігравши в тому році один матч за збірну, який так і залишився єдиним для гравця. У складі збірної був учасником чемпіонату світу 1962 року у Чилі, на якому команда здобула бронзові нагороди, проте на поле так і не виходив.
Помер 4 липня 1991 року на 58-му році життя.

## Титули і досягнення
- Бронзовий призер чемпіонату світу: 1962